# Scheffelstraße 2 (Bad Kissingen)

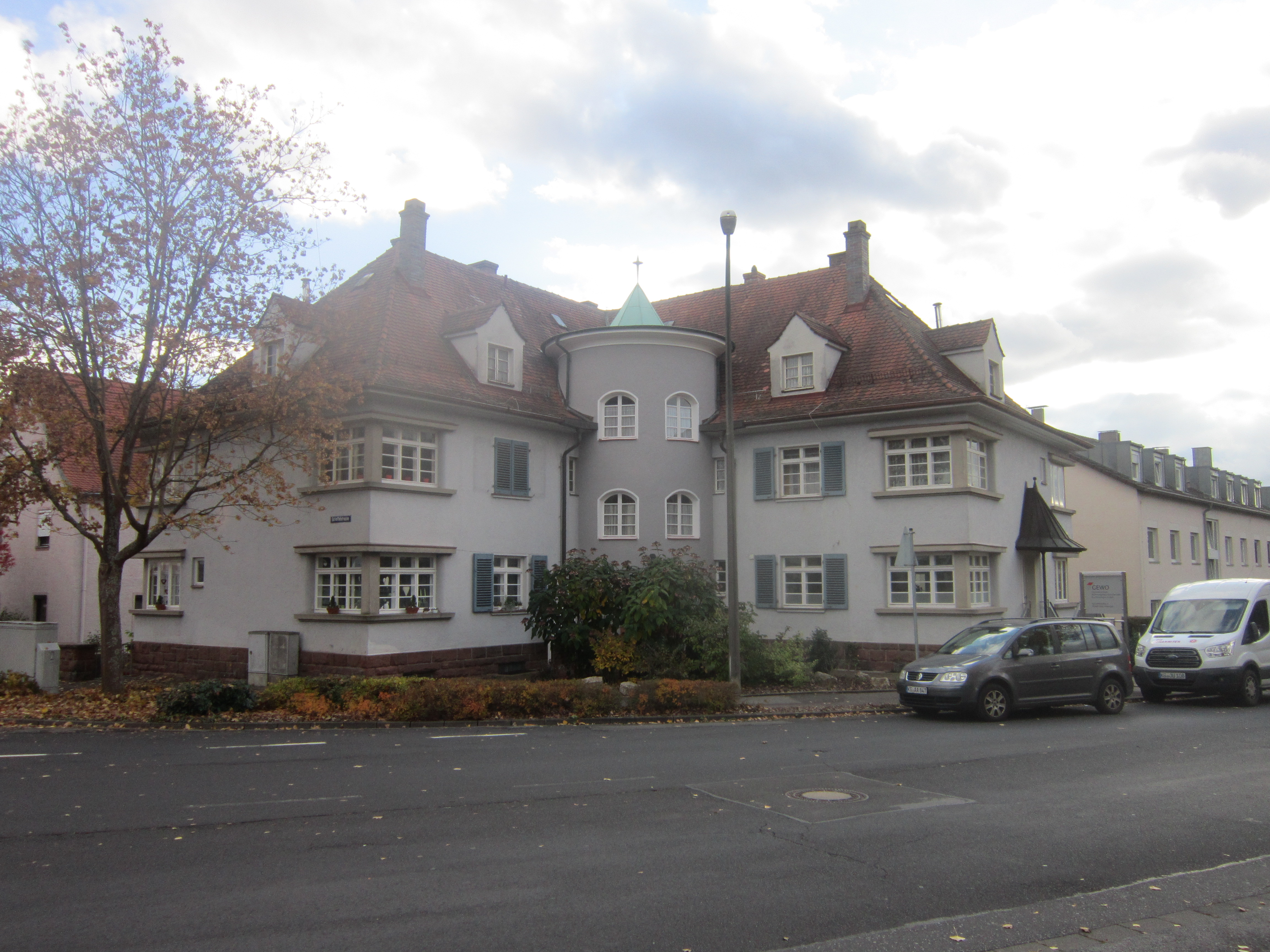
Scheffelstraße 2 in Bad Kissingen

Das Anwesen in der Scheffelstraße 2 in Bad Kissingen, der Großen Kreisstadt des unterfränkischen Landkreises Bad Kissingen, gehört zu den Bad Kissinger Baudenkmälern und ist unter der Nummer D-6-72-114-264 in der Bayerischen Denkmalliste registriert.

## Geschichte
Das Anwesen wurde im Jahr 1928 von Architekt Josef Fischer errichtet. Entsprechend der ideologischen Richtungskämpfe in der Entstehungszeit des Gebäudes stehen bei der Konzeption des Anwesens Neue Sachlichkeit und Heimatstil gegeneinander. Das Anwesen ist jedoch ein Beispiel für eine Mischlösung zwischen den verschiedenen Stilen: Die Tradition äußert sich – jedoch verfremdet vorgetragen – in der Gesamtform des zweiflügeligen Baukörpers mit Eckturm und Walmdach. Die Eckfenster wiederum stehen für die Moderne.